# Aleksej Vasiljevič Aleljuhin
Aleksej Vasiljevič Aleljučin (rusko Алексе́й Васи́льевич Алелю́хин], sovjetsko-ruski letalski častnik, vojaški pilot in letalski as, * 3. marec 1920, vas Kesova-Gora, danes Tverska oblast, Rusija, † 29. oktober 1990, Moskva.
Aleljuhin je v svoji vojaški karieri dosegel 40 samostojnih in 17 skupnih zračnih zmag.

## Življenjepis
Leta 1939 je končal Borisogledsko vojnoletalsko šolo pilotov.
Dodeljen je bil 69. lovskemu letalskemu polku, ki je bil pozneje preimenovan v 9. gardni lovski letalski polk.
Oktobra 1942 je postal poveljnik 1. eskadrilje, pozneje pa celotnega polka.
Opravil je več kot 600 bojnih poletov in bil udeležen v 258 zračnih bojih; letel je z I-16, LaGG-3, Jak-1, P-39 Aircobra in La-7.

## Odlikovanja
- heroj Sovjetske zveze (24. avgust 1943 in 1. november 1943)
- red Lenina (2x)
- red rdeče zastave (3x)
- red Suvorova 3. stopnje
- red Aleksandra Nevskega
- red domovinske vojne 1. stopnje
- red rdeče zvezde (2x)
- red za služenje v oboroženih silah ZSSR 3. stopnje